# Une chanson pour six pence
Une chanson pour six pence (Sing a Song of Sixpence) est une nouvelle policière d'Agatha Christie.
Initialement publiée le 2 décembre 1929 dans la revue Holly Leaves au Royaume-Uni, cette nouvelle a été reprise en recueil en 1934 dans The Listerdale Mystery and Other Stories au Royaume-Uni. Elle a été publiée pour la première fois en France dans le recueil Douze nouvelles en 1963.

## Titre
Le titre original anglais de la nouvelle est tirée de la comptine Sing a Song of Sixpence, populaire au Royaume-Uni.

## Résumé
Dix ans auparavant, Edward Palliser était tombé sous le charme de l'adolescente Magadalen, âgée 17 ans. Aujourd'hui, Magdalen est devenue une femme adulte et vient demander à Edward d'accomplir une promesse qu'il lui avait alors faite : l'aider quoi qu'il lui en coûte si elle avait un sérieux problème. Or justement la jeune femme a un problème : sa tante Lily a été tuée et il ne peut y avoir qu'un seul coupable parmi quatre suspects. Elle est l'un des quatre suspects et demande à Edward de faire une enquête pour déterminer l'identité du ou de la coupable. Les quatre suspects profitent tous financièrement de la mort de tante Lily...

## Personnages
- Lily Crabtree : victime assassinée
- Sir Edward Palliser : enquêteur bénévole
- Magdalen Vaughan : l'un des quatre suspects
- Matthew Vaughan : frère jumeau de Magdalen, l'un des quatre suspects
- William Crabtree : l'un des quatre suspects
- Emily Crabtree : épouse de William, l'un des quatre suspects
- Martha : employée de Lily Crabtree

## Publications
Avant la publication dans un recueil, la nouvelle avait fait l'objet de publications dans des revues :
- le 2 décembre 1929, au Royaume-Uni, dans Holly Leaves, la version spécial Noël  no 2932 de la revue Illustrated Sporting and Dramatic News[2] ;
- en février 1947, aux États-Unis, dans le no 39 (vol. 9) de la revue Ellery Queen’s Mystery Magazine[3].

La nouvelle a ensuite fait partie de nombreux recueils :
- en 1934, au Royaume-Uni, dans The Listerdale Mystery and Other Stories[2] (avec 11 autres nouvelles) ;
- en 1948, aux États-Unis, dans The Witness for the Prosecution and Other Stories[2] (avec 10 autres nouvelles) ;
- en 1963, en France, dans Douze nouvelles, recueil réédité en 1968 sous le titre « Le Mystère de Listerdale » (adaptation du recueil de 1934).